# Berni Searle
Berni Searle (sinh ngày 7 tháng 7 năm 1964 ở Cape Town, Nam Phi) là một nghệ sĩ làm việc với nhiếp ảnh, video và phim để sản xuất các cài đặt dựa trên ống kính, giai đoạn tường thuật kết nối với lịch sử, trí nhớ và địa điểm. Thường xuyên tham gia về mặt chính trị và xã hội, công việc của bà cũng dựa trên những cảm xúc phổ biến liên quan đến sự dễ thương tổn, mất mát và vẻ đẹp.
Searle sống và làm việc tại Cape Town, Nam Phi và hiện là Phó Giáo sư tại Trường Mỹ thuật Michaelis tại Đại học Cape Town.

## Giáo dục
Searle nhận bằng Cử nhân Mỹ thuật năm 1987 và bằng tốt nghiệp sau đại học về Giáo dục năm 1988 tại Trường Mỹ thuật Michaelis, Đại học Cape Town.
Sau khi tốt nghiệp bằng cử nhân về mỹ thuật năm 1987 và bằng tốt nghiệp sau đại học về giáo dục năm 1988, Searle dạy nghệ thuật tại một trường trung học Cape Town trong hai năm và sau đó nhập lại Michaelis, đăng ký bằng thạc sĩ về điêu khắc vào năm 1992. Trong khi đây rõ ràng là một thời điểm đáng giá để tích lũy chuyên môn kỹ thuật và củng cố mối quan hệ cho hình thức biểu cảm ba chiều - điều vẫn còn hiện hữu trong các tác phẩm nhiếp ảnh của bà ngày nay - việc tìm kiếm cả hình dạng và nội dung vẫn tiếp diễn.
Các tác phẩm của bà để triển lãm khi lấy bằng thạc sĩ về mỹ thuật năm 1995 cho thấy các cấu trúc trừu tượng, thô ráp trong xi măng, fimentu ciment, thép, dây, đồng và thủy tinh dường như không phù hợp với các tác phẩm sau này thân mật và trữ tình hơn mà Searle được công nhận ngày hôm nay. Được tạo ra một năm sau cuộc bầu cử dân chủ đầu tiên tại nam Phi, những tác phẩm này có ý nghĩa đặt ra những lý tưởng hưng phấn của cảm giác quốc gia mới với ngôn ngữ mạnh mẽ, thậm chí được điều chỉnh theo ngữ cảnh và hướng dẫn.